# Johan Kammargården
Johan Lennart Kammargården, tidigare Pettersson, också kallad Räven, född 22 oktober 1977, är en svensk musiker. Han är medlem i bandet Svenska Akademien där han spelar synth och sjunger. Han har också släppt två soloalbum.

## Diskografi

### Svenska Akademien
- 2001 - Snapphaneklanen (12")
- 2001 - Snapphaneklanen (CD-singel)
- 2002 - Med anledning av (CD)
- 2002 - Rötter (CD-singel)
- 2004 - Tändstickor för mörkrädda (CD)
- 2005 - Resa sig opp (CD)
- 2007 - Gör det ändå! (CD)

### Solo
- 2006 - Sensommar Reggae (CD)
- 2008 - Låtar som precis som jag inte riktigt passar in (CD)